# Steven Holl
Steven Holl (Bremerton, Washington, 1947. december 9. –) amerikai építész, az Egyesült Államok kortárs építészetének egyik legismertebb alakja.

## Pályafutása
Steven Holl a seattlei Washingtoni Egyetemen diplomázott, majd 1970-ben Rómában tanult építészetet. 1976-ban a londoni Architectural Association tagja lett, majd létrehozta saját építészirodáját New Yorkban Steven Holl Architects  néven.

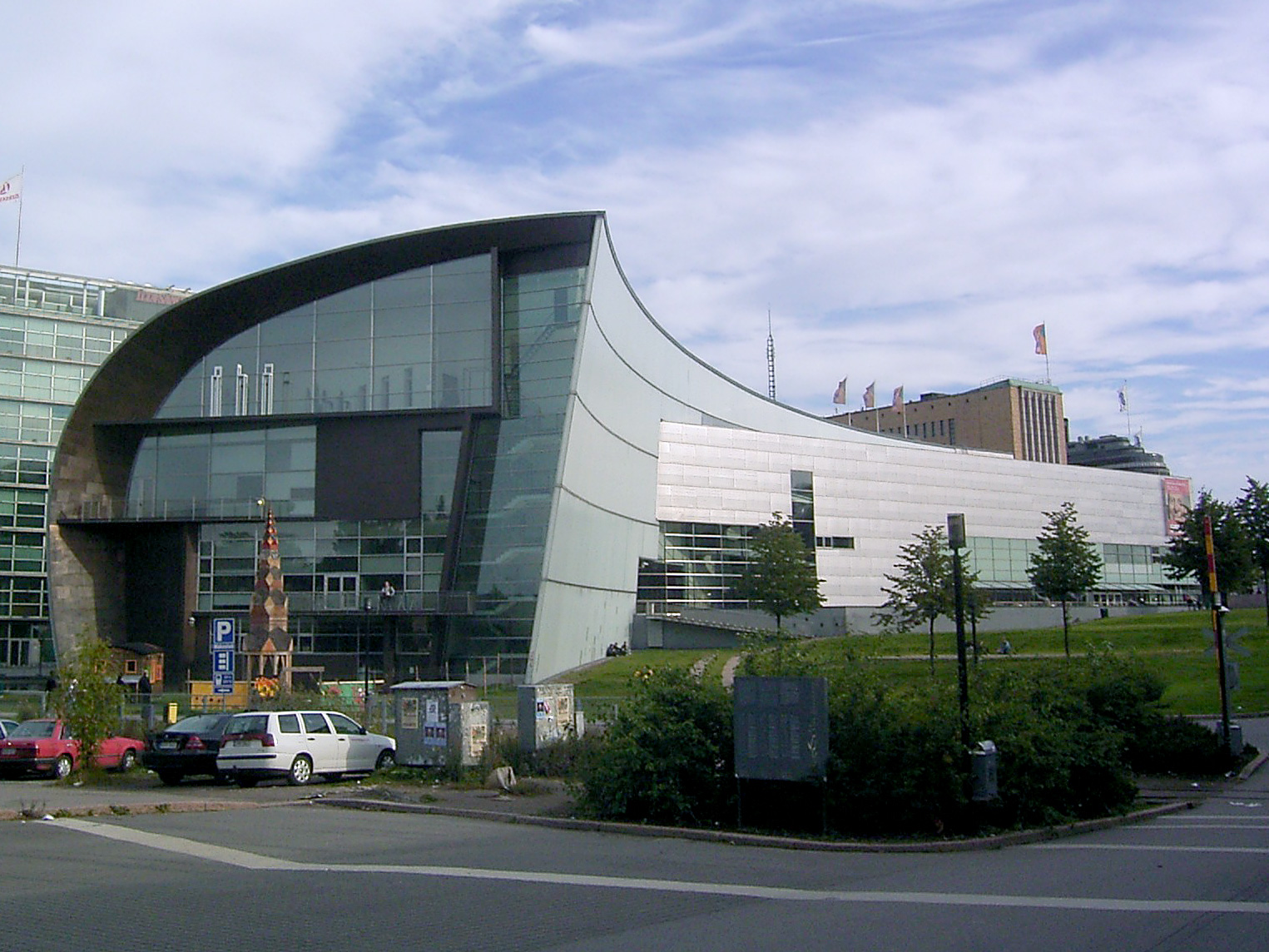
Kiasma Kortárs Művészeti Múzeum, Helsinki

Működésének első időszakában Holl inkább az Egyesült Államokon belül volt ismert. 1988-ban megnyerte a berlini Amerikai Emlékkönyvtár felújítására és bővítésére kiírt pályázatot – ez volt első jelentős, nemzetközi sikere. (A terv végül nem épült meg.) 1989 februárjában szólókiállítást szentelt munkáinak a New York-i Museum of Modern Art, amely később 25 művét meg is vásárolta. (Építészeti témájú akvarelljeinek köszönhetően képzőművészként is számon tartják.) Korai, többnyire papíron maradt munkáin az olasz neoracionalista építészet erőteljes hatása érezhető, ugyanakkor figyelemreméltó, hogy 1984-88 között szerepet vállalt a tradicionális stílusban épülő floridai Seaside építésében.
1992-ben több mint ötszáz induló közül Holl „Chiasma” jeligéjű pályamunkája nyerte a Helsinki új kortárs művészeti múzeumára kiírt pályázatot. Az 1998-ra elkészült épületet, amely a pályázat ihletésében a Kiasma nevet kapta, ma is legjelentősebb munkái között tartják számon. Ez a győzelem komoly lökést adott Holl karrierjének. 1992-93 között a tervei alapján készült el New York világhírű építészeti galériája, a Storefront Galéria portálja. Ettől az időszaktól kezdve Holl egyik szakterületének a múzeumok és kiállítóhelyek építészete tekinthető, hozzáértését bizonyítja a norvégiai Knut Hamsun Center (1994-2009), a Kansas Cityben épült Nelson-Atkins Museum of Art (1999-2007), vagy a kínai Nanking művészeti múzeuma (2003-2011). Ide sorolható az ausztriai Langenloisban található borászat, a Loisium szállodával párosított látogatóközpontja is.

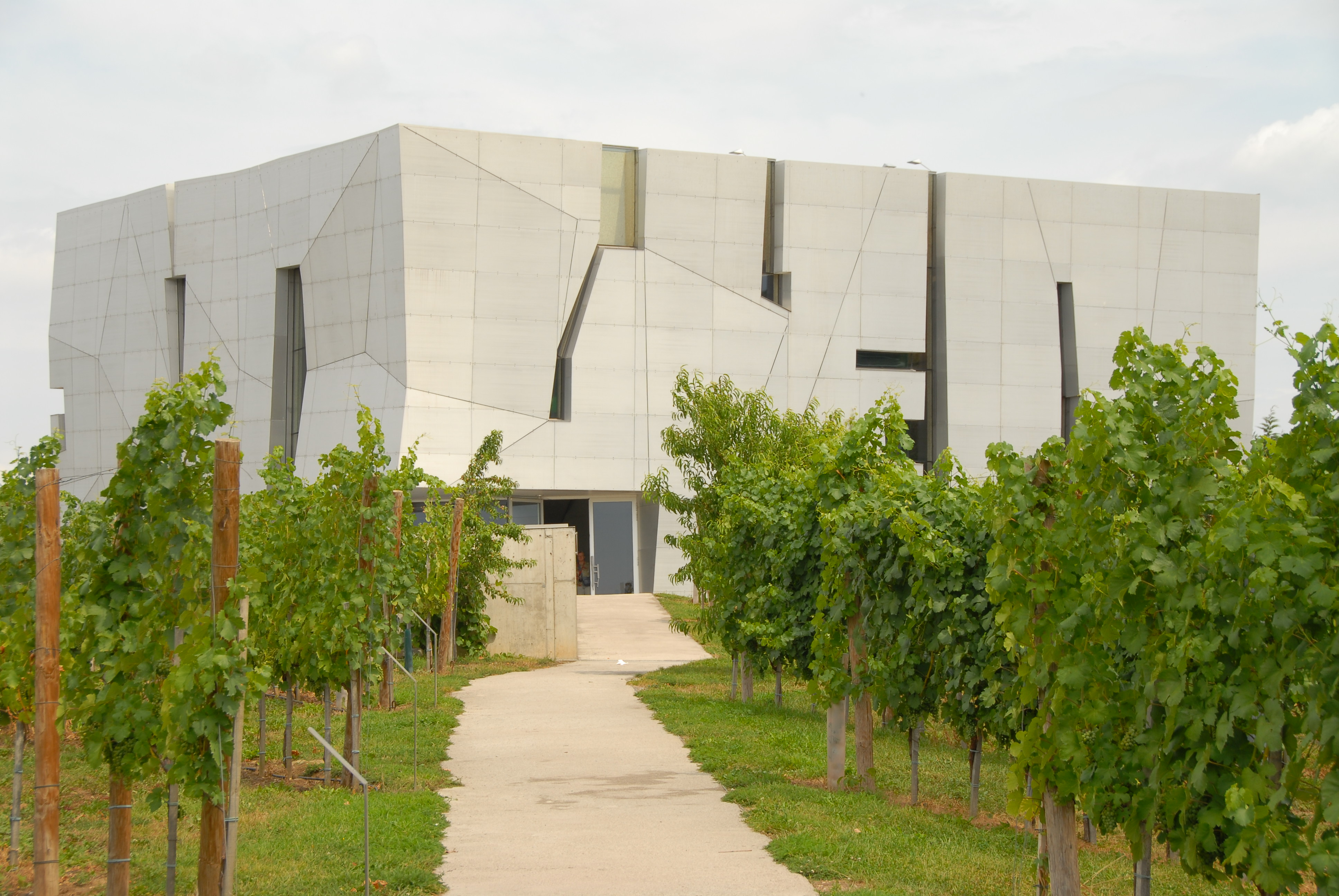
Loisium, Langenlois, Ausztria

A Steven Holl Architects másik specialitását az oktatási épületek jelentik. Első jelentős, ilyen jellegű épülete a Seattle-i Egyetem jezsuita kápolnája volt 1994-97 között. A New York-i Pratt Institute bővítése (1997-2005), az Iowa-i Egyetem művészeti és művészettörténeti fakultásának épülete (1999-2006), a Massachusetts Institute of Technology területén emelt Simmons Hall (2002), a Minnesota-i Egyetem építészeti és tájépítészeti karának épülete (2002) tartoznak még a legfontosabb megvalósult tervek közé. 2009-ben az iroda nyerte a világhírű Glasgow School of Art (Glasgowi Művészeti Iskola) bővítésére kiírt pályázatot is (az eredeti épületet Charles Rennie Mackintosh tervezte, Holl irodája egy emellé építendő új épület építésére kapott megbízást). Legújabb munkái közül ezen a területen említésre méltó a New York-i Egyetem filozófia tanszéke által használt tömb felújítása és átépítése.

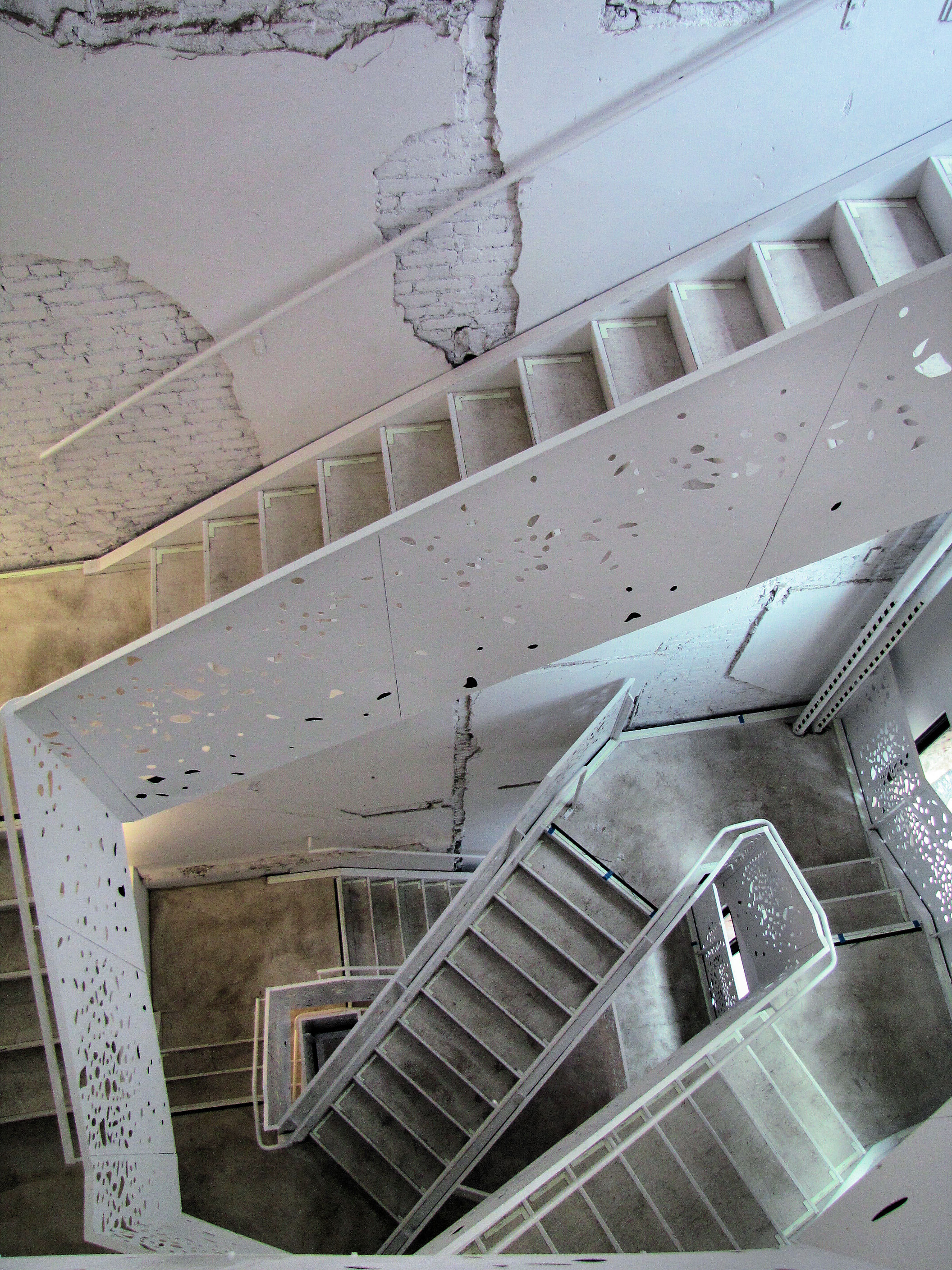
A filozófiai fakultás lépcsőháza, New York University, New York

1998-ban, a helsinki múzeum felépítésének évében a Finn Építészeti Múzeum és a Finn Építészek Szövetsége Alvar Aalto-medállal ismerte el Holl munkásságát. Azóta, különösen az utóbbi években számos amerikai és európai kitüntetésben részesült. 2006-ban vendégprofesszorának hívta meg a Seattle-i Egyetem, 2007-ben pedig a budapesti Moholy-Nagy Művészeti Egyetem címzetes egyetemi tanára lett. Ez alkalomból Reimholz Péter köszöntötte.

## Legfontosabb művei
Mint számos progresszív építész, Holl is megtapasztalhatta, hogy munkái legalább annyi vitát váltanak ki, mint amennyi elismerést. Első nemzetközi sikere, a Kiasma szobrászi épülete egy ívelt és egy egyenes tömeg metszéséből keletkezik, és a forma egyszerűségét belsejében is őrzi. A helyiek azonban kritizálták nemcsak a múzeum helyszínét, de a zsűri döntését is, amiért külföldi építészt választott hazai helyett.
Akárcsak Helsinkiben, a norvégiai Knut Hamsun Center esetében is jórészt az építészen kívüli okok akadályozták a munkák folyását. Nevezetesen az író Hamsun ellentmondásos személyisége, amelyet Holl magában a múzeum szabálytalan formájú, enyhén dőlő, rendszertelenül előbukkanó ablakok és erkélyek által tagolt tömbjében kívánt megjeleníteni. Az építkezést azonban a helyiek kritikája és a Hamsun-vita sokáig gátolta, míg végül a múzeum Hamsun születésének 150. évfordulójára, 2009-re elkészülhetett.

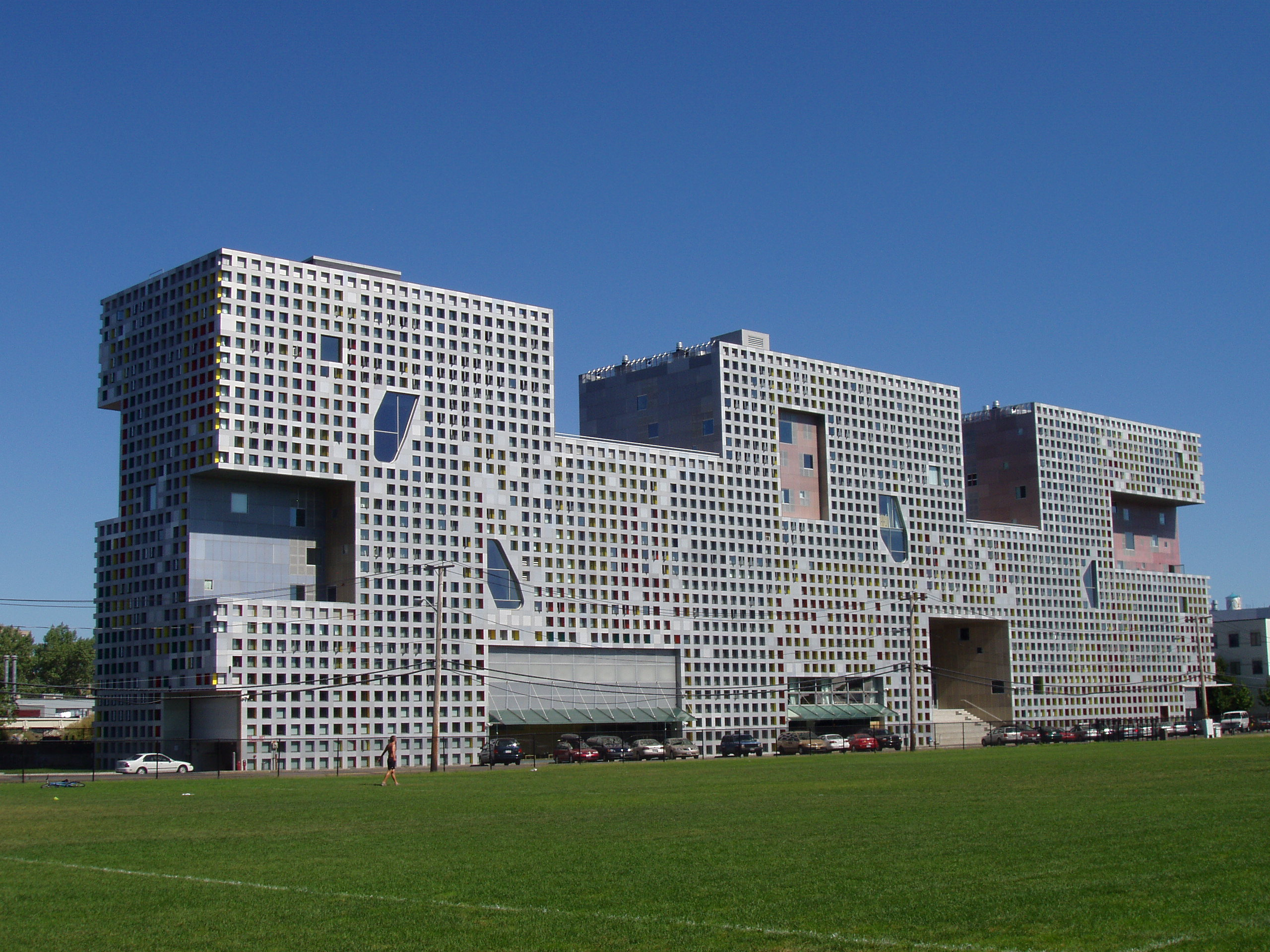
Simmons Hall, MIT, Cambridge, Massachusetts

Szakmai körökben egyik legsikeresebb épülete a Nelson-Atkins Museum of Art (Kansas City). A meglévő, klasszicizáló múzeumépülethez kapcsolódó bővítés mélyen benyúlik a múzeum parkjába, de a lazán összekapcsolódó, opálos üveggel borított tömbök harmonikusan illeszkednek a természetes környezethez is. Az épületnek a homlokzat anyagválasztásából fakadó különleges erénye esti kivilágításban mutatkozik meg igazán.

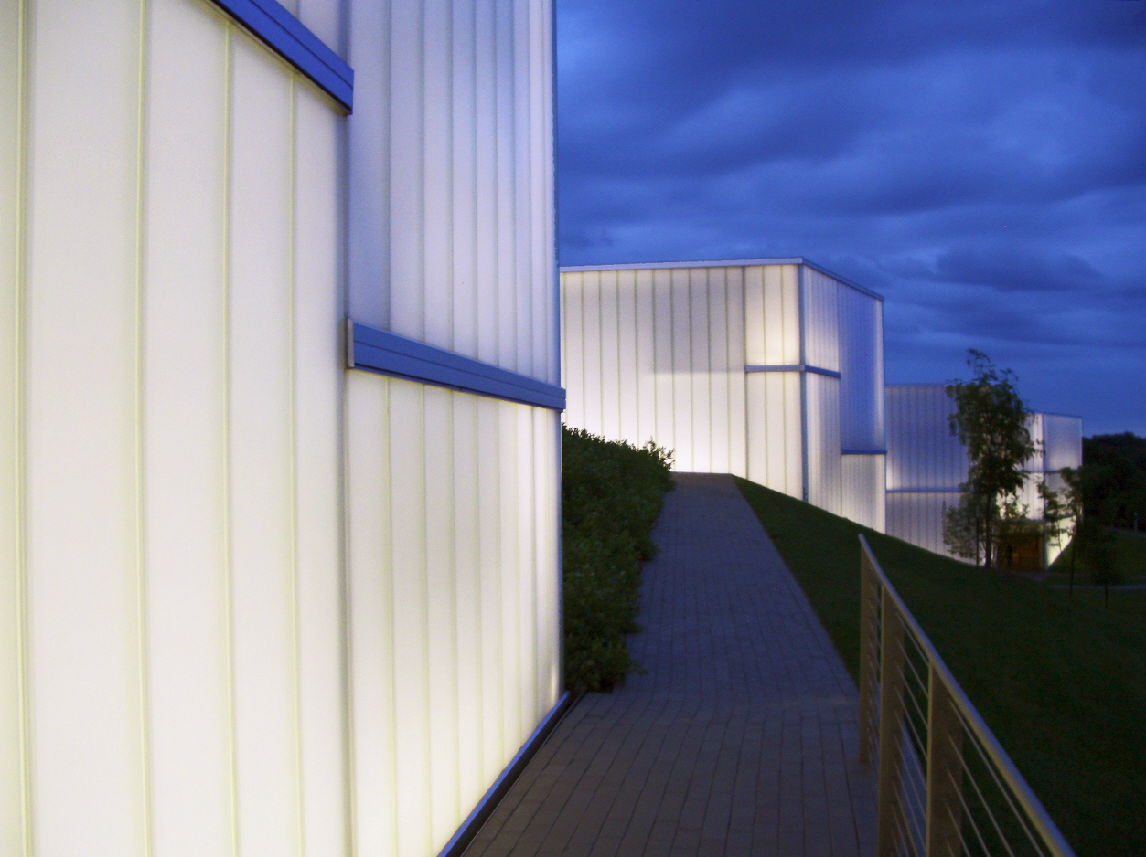
The Nelson-Atkins Museum of Art, Kansas City
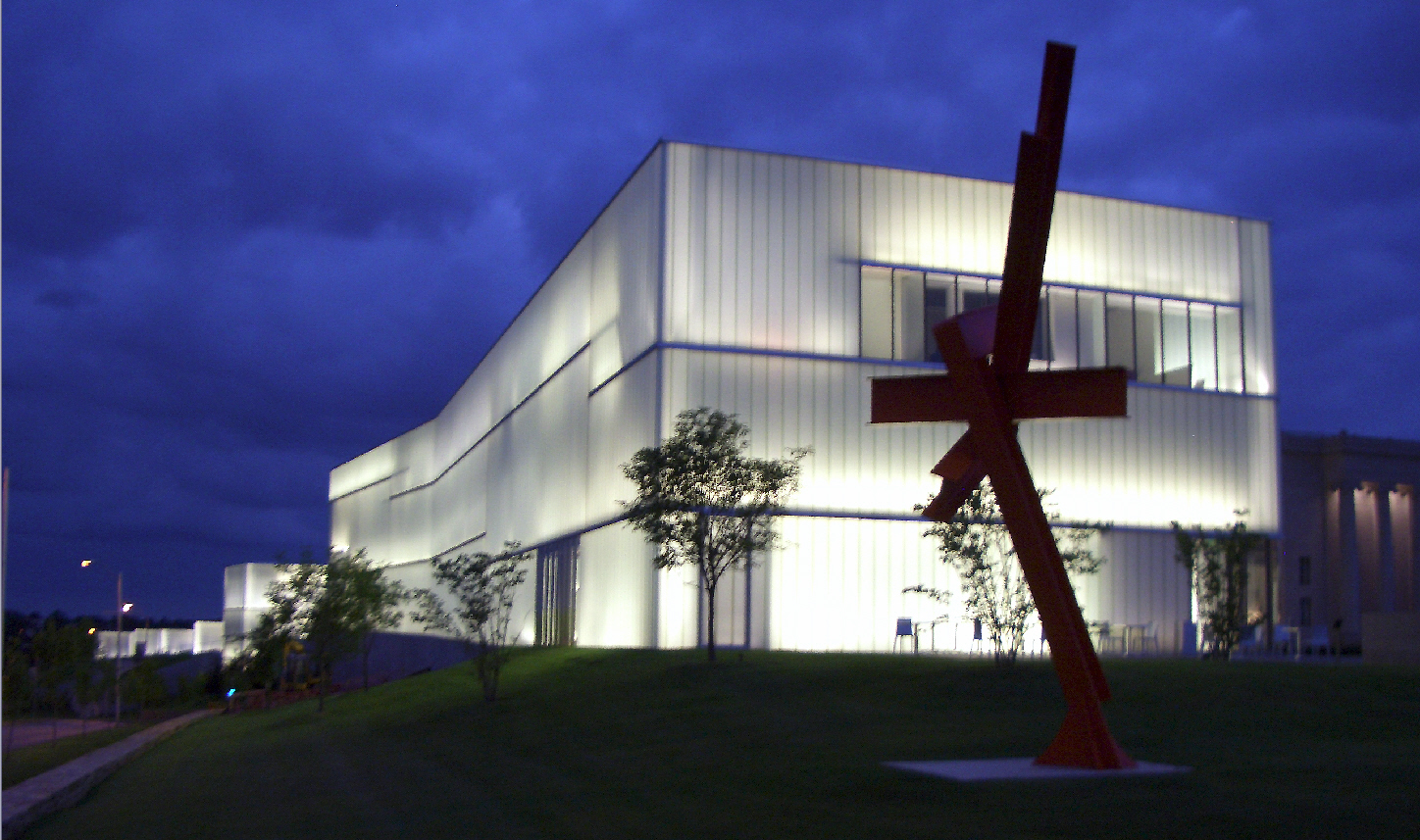
The Nelson-Atkins Museum of Art, Kansas City
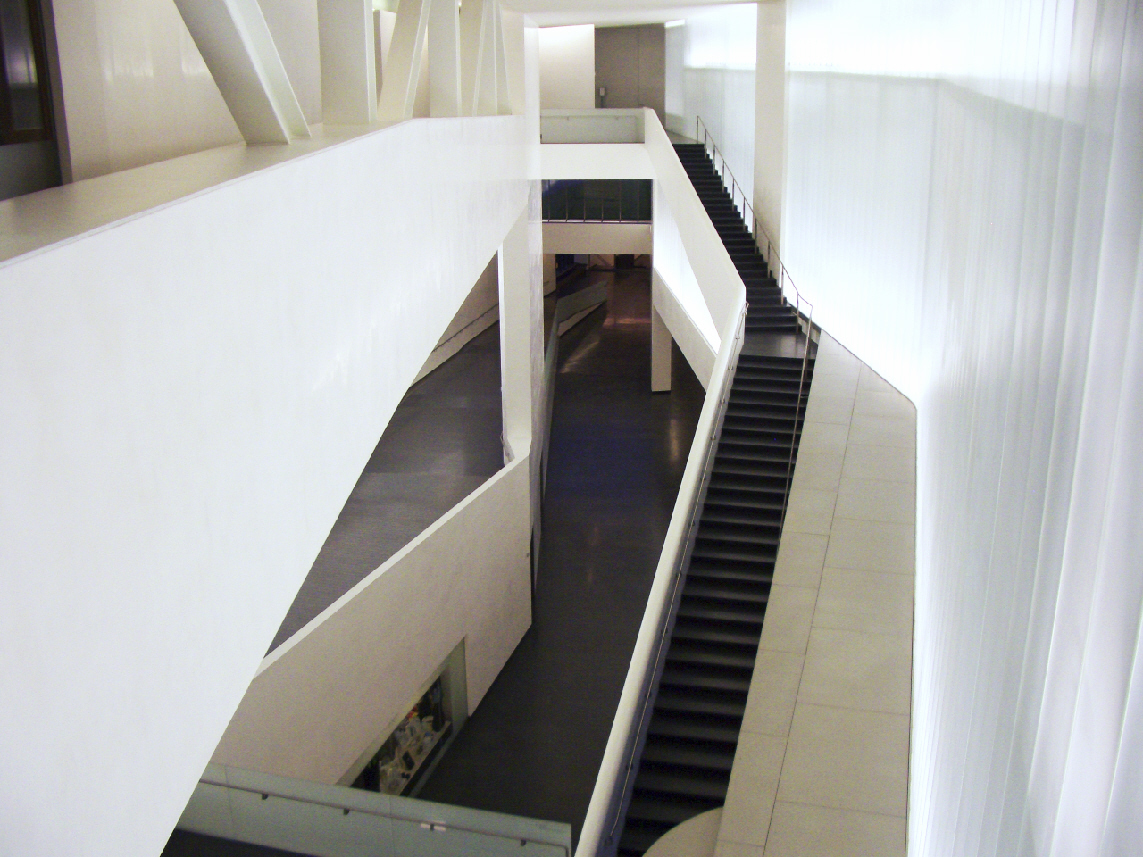
The Nelson-Atkins Museum of Art, Kansas City
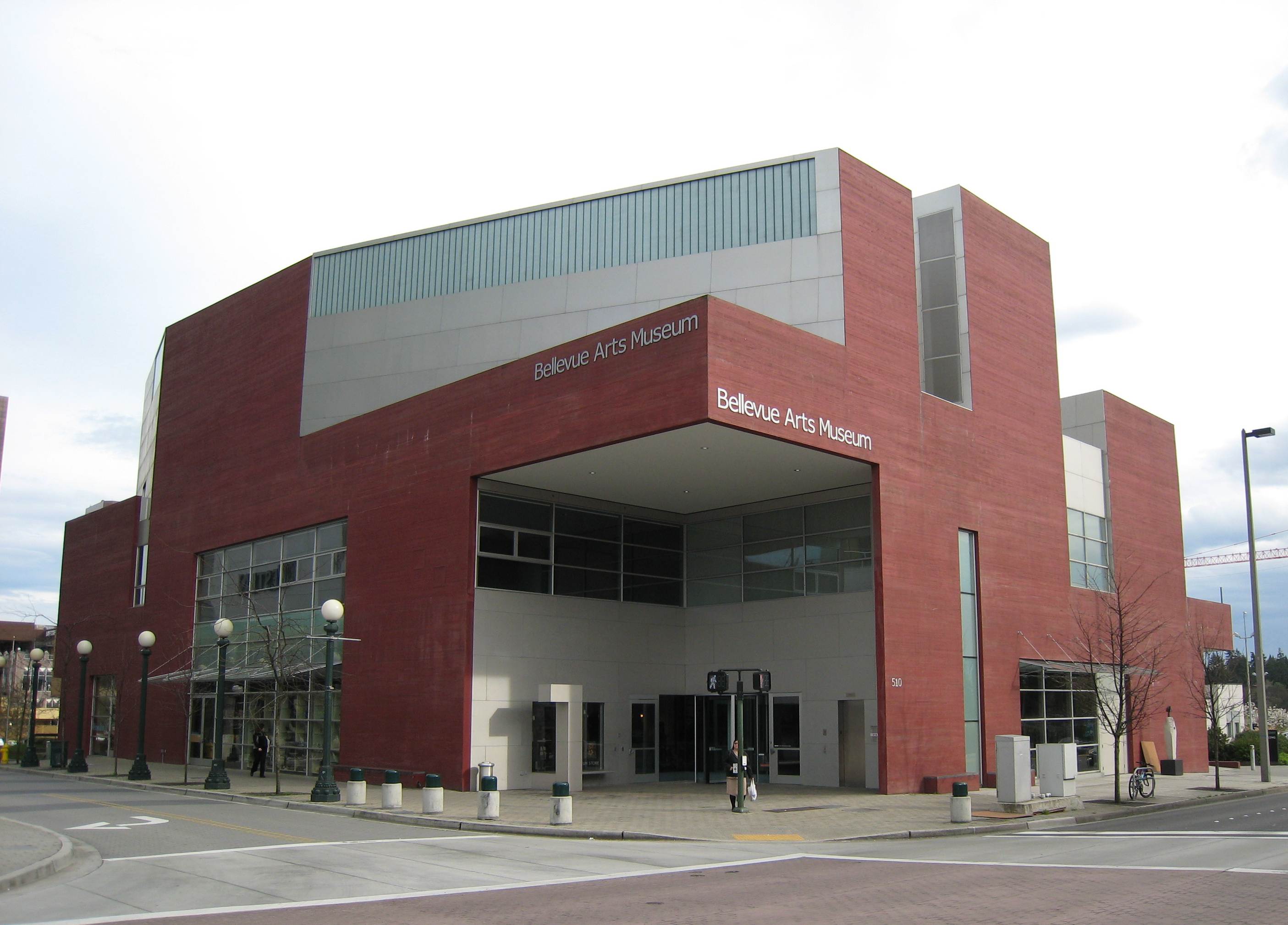
Bellevue Arts Museum, Bellevue, Washington

Holl épületeinek visszatérő jellemzője, hogy egyetlen tömbből kifaragott plasztikának tűnnek; ezt a hatást a homlokzat és a tömbbe mélyedő nyílások, bevágások felületének eltérő kezelésével éri el. Igaz ez a Bellevue Art Museum (Bellevue, Washington, 2001) és a MIT területén álló Simmons Hall épületére is. Utóbbinál tűnik fel először az a raszterhálóval borított homlokzat, amely jóval nagyobb méretben a Pekingben felépült Linked Hybridnél (2003-2009) már szinte szerkezetalakító szerepet kap. Ezzel a több mint 220 ezer négyzetméteres komplexummal, amely nyolc, alacsonyabb épületekkel és hidakkal is összekapcsolt toronyból áll, Holl új városi épülettípus létrehozására törekedett.